# Cecile Esmei Amari
Cécile Esmei Amari (* 20. November 1991 in Treichville) ist eine ivorische Fußballnationalspielerin.

## Karriere

### Verein
Esmei Amari startete ihre Karriere bei Jeanne d’Arc de Treichville. 2012 verließ sie die Elfenbeinküste und unterschrieb in der höchsten marokkanischen Frauenfußballliga, bei Raja Haroda Casablanca. Nach eineinhalb Jahren ging Amari im Sommer 2013 von Raja Haroda zum marokkanischen Ligarivalen WAC Casablanca. Dort entwickelte sie sich zur Leistungsträgerin und versuchte im Sommer 2014 ihr Glück auf Leihbasis in Serbien bei ZFK Spartak Subotica, bevor die defensive Mittelfeldspielerin nach rund vier Monaten im Oktober 2014 zu WAC Casablanca zurückkehrte.

### Nationalmannschaft
Seit 2012 steht sie im Kader der Ivorischen Nationalmannschaft. Sie gehört zusammen mit Marie Yassi zu zwei Marokko-Legionären, mit der Amari zudem eine Mittelfeldachse der Nationalmannschaft bildet.